# Sinapidendron
Sinapidendron es un género de fanerógamas perteneciente a la familia Brassicaceae.   Comprende 13 especies descritas y de estas, solo 2 aceptadas.

## Taxonomía
El género fue descrito por Richard Thomas Lowe y publicado en Trans. Cambridge Philos. Soc. iv. (1831) 36.

## Especies aceptadas
A continuación se brinda un listado de las especies del género Sinapidendron aceptadas hasta septiembre de 2013, ordenadas alfabéticamente. Para cada una se indica el nombre binomial seguido del autor, abreviado según las convenciones y usos.
- Sinapidendron angustifolium Lowe
- Sinapidendron rupestre Lowe